# シマリス
シマリス（縞栗鼠、Tamias）は、哺乳綱ネズミ目リス科シマリス属に分類されるリスの総称。
日本では、その中でも特にアジアに分布し、亜種が日本国内にも生息するシベリアシマリスを指してシマリスと呼ぶ。
体の背側と顔部分に縞があり、頬袋をもつ小型のリスである。シマリス属には24-25種が属しており、アジアのシベリアシマリスを除き、すべての種が北アメリカに分布する。

## 分布
シマリス属の大部分が北米大陸に分布し、シベリアシマリス（亜種チョウセンシマリス、エゾシマリス）だけが、ユーラシア大陸から東アジアにかけて分布する。

## 形態
頭胴長12-19センチメートル、尾長8-11.5センチメートル、体重70-120グラム。
背中と顔に縞がある。頬の内側には頬袋があり、木の実などたくさんの食糧を詰めて巣穴に運ぶことができる。

## 生態

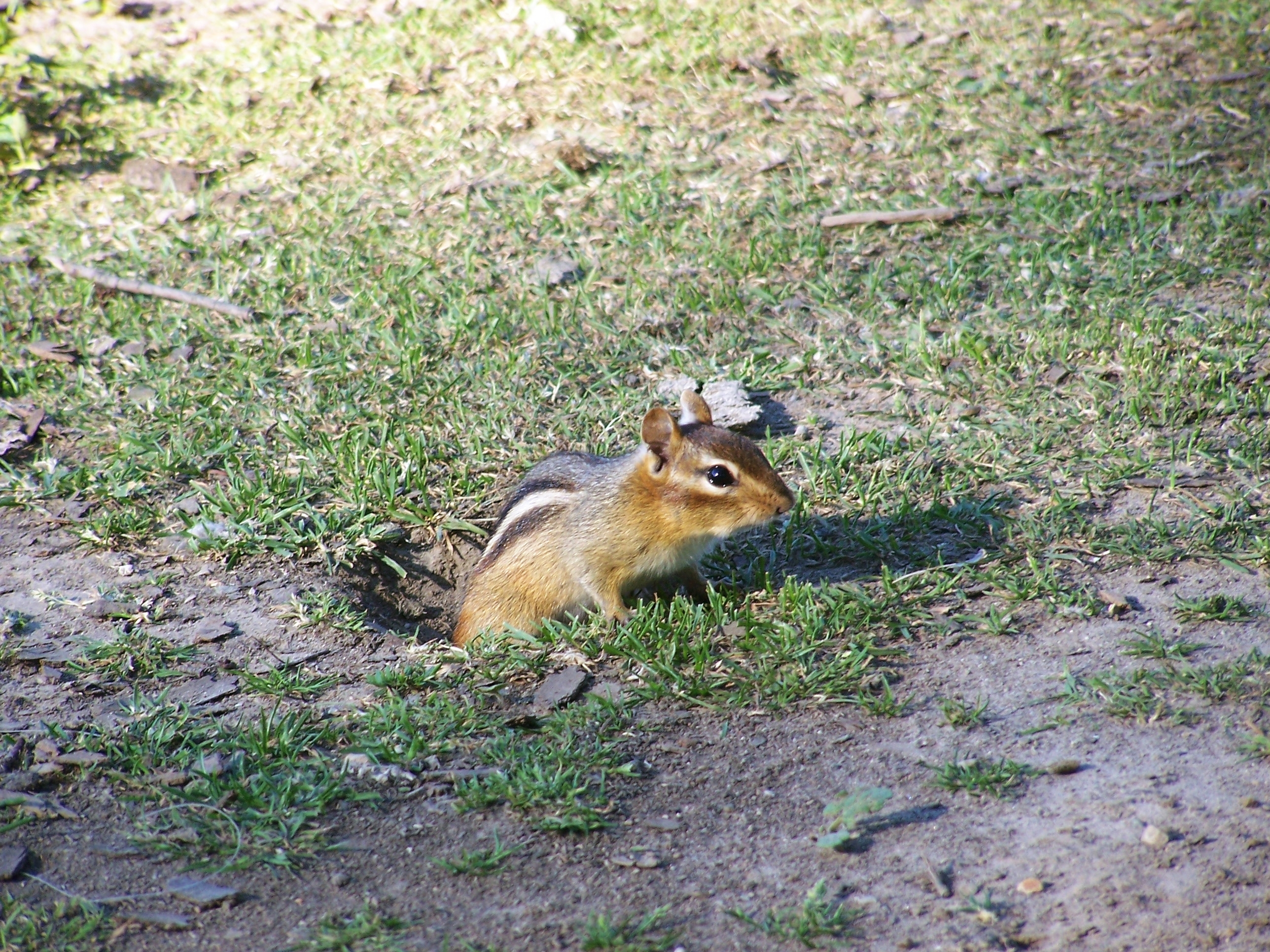
巣穴の入り口のトウブシマリス
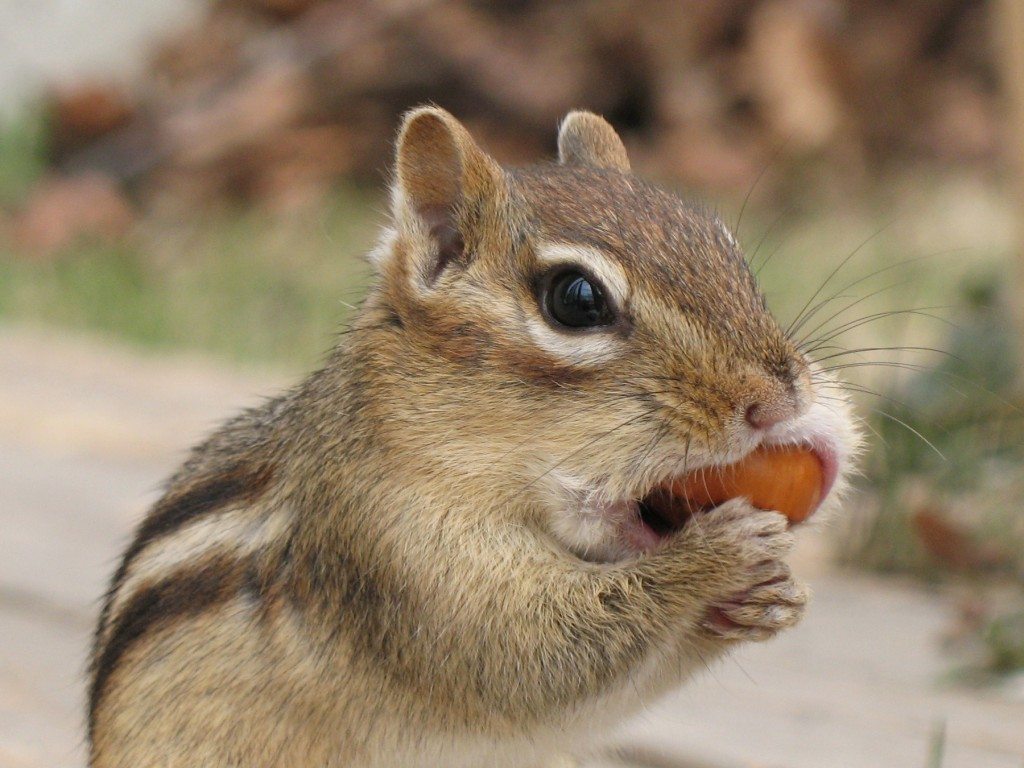
頬袋に食物を入れようとするトウブシマリス
- シマリスの鳴き声

昼行性で、単独生活を営む。樹上性リスと地上性リス（ジリス）の中間のタイプで、樹上と地上の両方で生活する。木の上も地面の上も行動範囲で、樹洞や地下に巣を作る。樹木に登る際も地上を走る際も、動きは機敏であり、運動量は多い。巣穴の中では周囲に警戒する必要がないため、睡眠時間は1日平均15時間になると言われている。
さまざまな捕食性の爬虫類や鳥類、哺乳類に捕食される。威嚇や警戒、緊張の際に、尻尾の毛を立てて膨らませて振る動作（モビング）を行うときがあり、これには体を大きく見せ、威嚇する意味もある。
冬になると、トウブシマリスは冬眠するが、北アメリカ西部のシマリスは冬眠せず、巣穴の中の蓄えに頼る。エゾシマリスは1年の半分近くを地下の巣穴で冬眠して過ごす。
人工飼育下ではペットのシマリス（体重約90 - 95グラム）が飼育小屋の境を齧ってキタリスの領域へ侵入し、自分より大柄なキタリス（体重約280グラム）に重傷を負わせた例がある。

### 食性
手でつかんでナッツを食べている姿や、頬袋を餌でふくらませている姿などが有名であるが、実際には幅広い種類のものを食べている。 雑食性で、主に種子、ナッツ、果実、芽を食べる。ほかにも、草、根などの植物、キノコ、昆虫、その他の節足動物、イモムシ、小型のカエル、鳥の卵なども食べる。
食物はほとんど地上で探すが、ヘーゼルナッツやドングリなどの木の実を得るために木にも登る。人間の周囲では、耕作された穀物や野菜、農地や庭の植物も食べるため、害獣とみなされることもある。
秋になると、多くの種が冬のための蓄えとしてこれらの食料を巣穴に集め始める。巣穴の中の1か所の食糧置き場に食料を集める種は、たいてい春になるまで巣の中で過ごす。その他の種は、多数の小さな食料貯蔵庫を造る。
シマリスの木の実を収穫し貯蔵する習性は、苗木の定着に不可欠であり、森の生態系に重要な役割を果たしている。木と共生関係にある菌根を含むさまざまな種類のキノコを消費し、地下の胞子嚢果（トリュフ）の胞子の分散のための重要な媒介動物となっている。

### 繁殖
トウブシマリスは、年2回、春の初めと夏の初めに繁殖し、1回の出産で4-5子を生む。 北アメリカ西部のシマリスは年1回繁殖する。子どもは生後6週間ほどで巣穴から出てきて、その後2週間以内に自立する。

## 分類

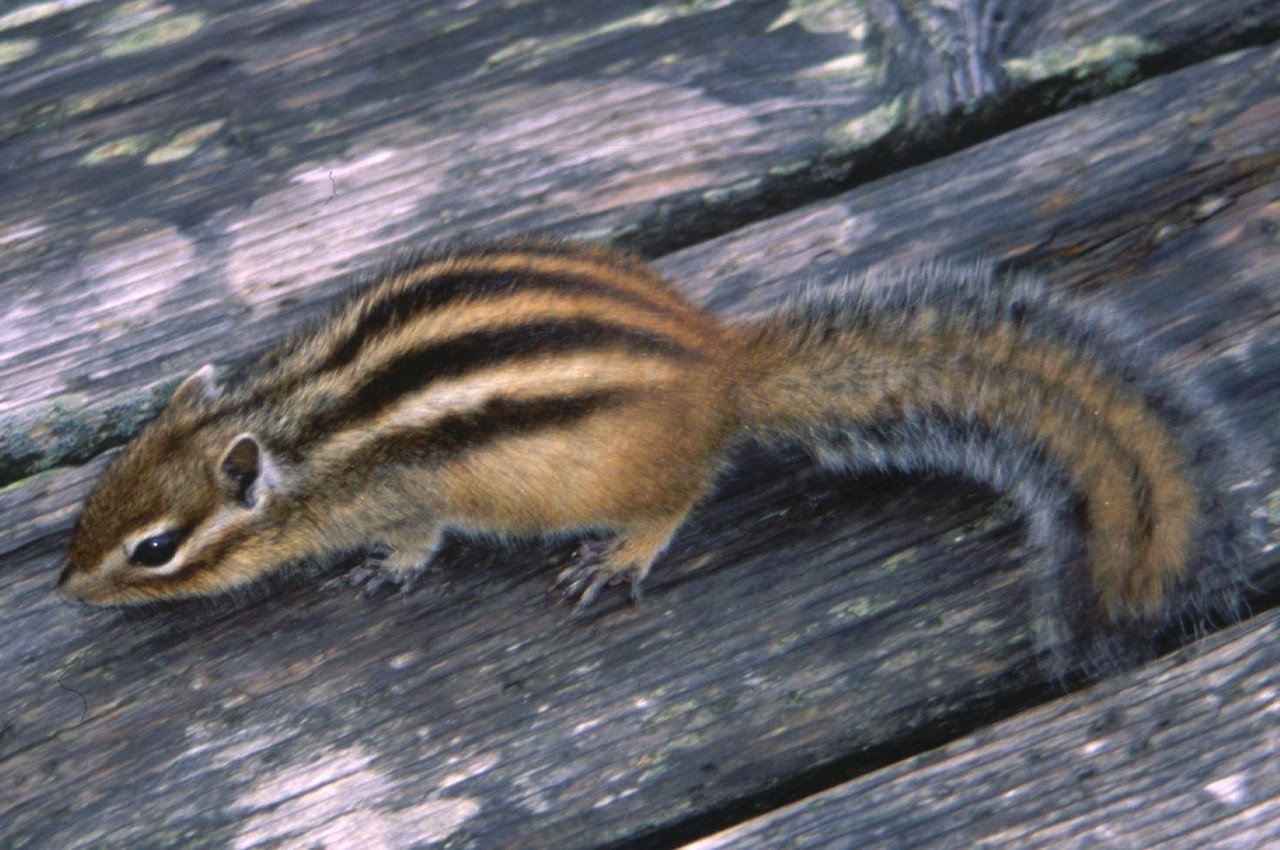
エゾシマリス Tamias sibiricus lineatus
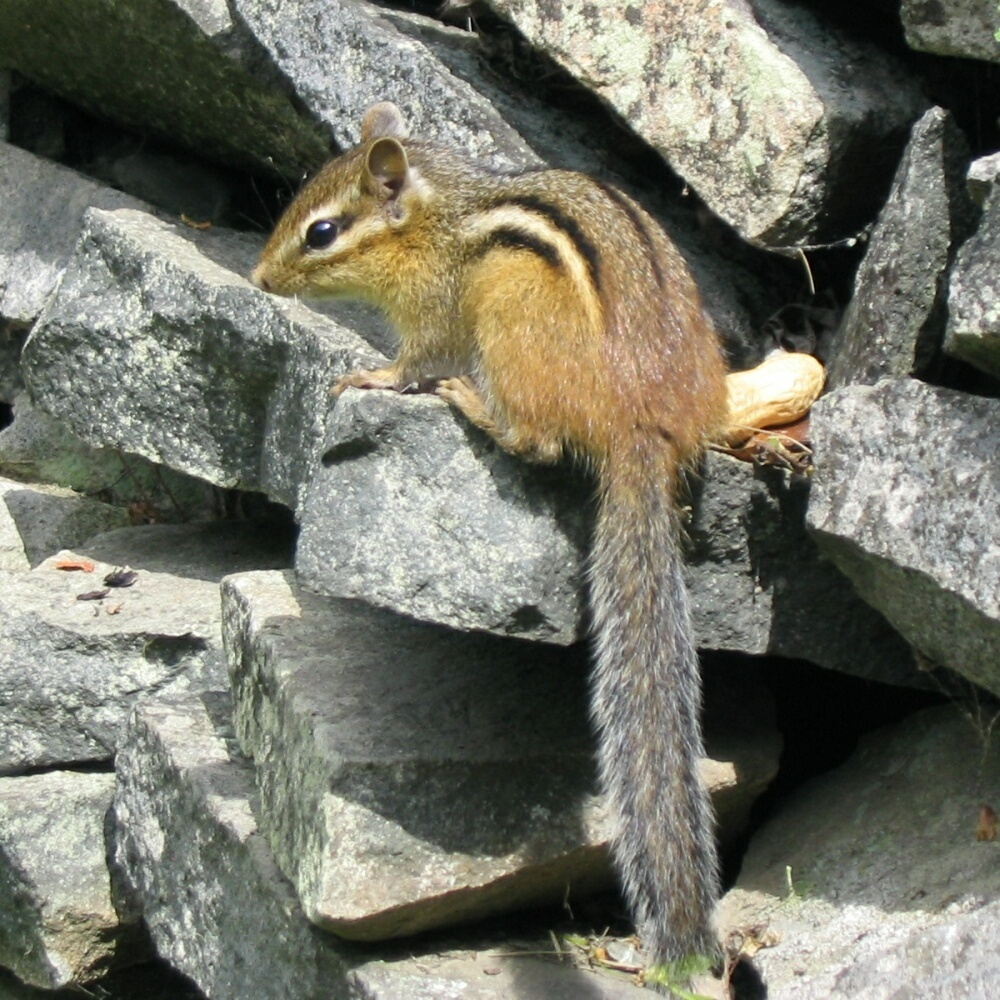
トウブシマリス Tamias striatus
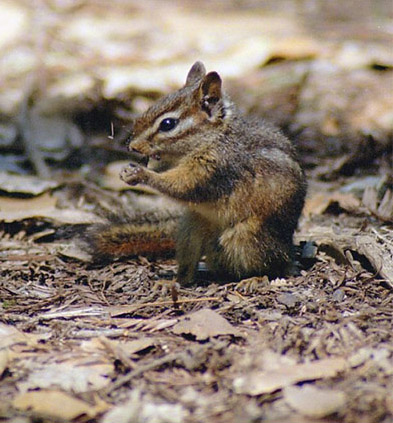
チビシマリス Tamias minimus

通常シマリス属1属に分類されるが、Tamias（トウブシマリス）、Eutamias（シベリアシマリス）、Neotamias（残りのシマリス23種すべて）の3属、または3亜属に分類されることもある。これらの分類は任意のもので、20世紀のほとんどの分類学はシマリスを1属と位置付けてきたが、ミトコンドリアDNAの研究によって、3つのシマリスのグループ間の分岐が、マーモットとジリスの遺伝的不同性に匹敵することが示されている。
属名のTamiasは、ギリシャ語の会計係や執事、家政婦を意味しており、これは、冬に使用するために食糧を集めて貯蔵しておく習性による、植物の分散におけるリスの役割を指している。
- Eutamias
  - シマリス（シベリアシマリス）Tamias sibiricus – 旧ソ連のヨーロッパ部北部とシベリアから中国、朝鮮、北海道
    - チョウセンシマリス Tamias sibiricus barberi
    - エゾシマリス Tamias sibiricus lineatus - 北海道
- Tamias
  - トウブシマリス Tamias striatus - カナダ、アメリカ東部
- Neotamias - 北アメリカ西部
  - タカネシマリス Tamias alpinus
  - キマツシマリス Tamias amoenus
  - ブラーシマリス Tamias bulleri
  - ハイアシシマリス Tamias canipes
  - クビワシマリス Tamias cinereicollis
  - デュランゴシマリス Tamias durangae
  - ガケシマリス Tamias dorsalis
  - メリアムシマリス Tamias merriami
  - チビシマリス Tamias minimus - 体重42-53グラム、最小のシマリス[25]
  - ススイロシマリス Tamias obscures
  - レッドウッドシマリス Tamias ochrogenys
  - パルマーシマリス Tamias palmeri
  - パナミントシマリス Tamias panamintinus
  - ミミナガシマリス Tamias quadrimaculatus
  - コロラドシマリス Tamias quadrivittatus
  - アカオシマリス Tamias ruficaudus
  - アカシマリス Tamias rufus
  - シエラネバダシマリス Tamias senex
  - クレーターレークシマリス Tamias siskiyou
  - ソノマシマリス Tamias sonomae
  - サンバーナディーノシマリス Tamias speciosus
  - タウンゼンドシマリス Tamias townsendii
  - ユインタシマリス Tamias umbrinus

## 日本のシマリス

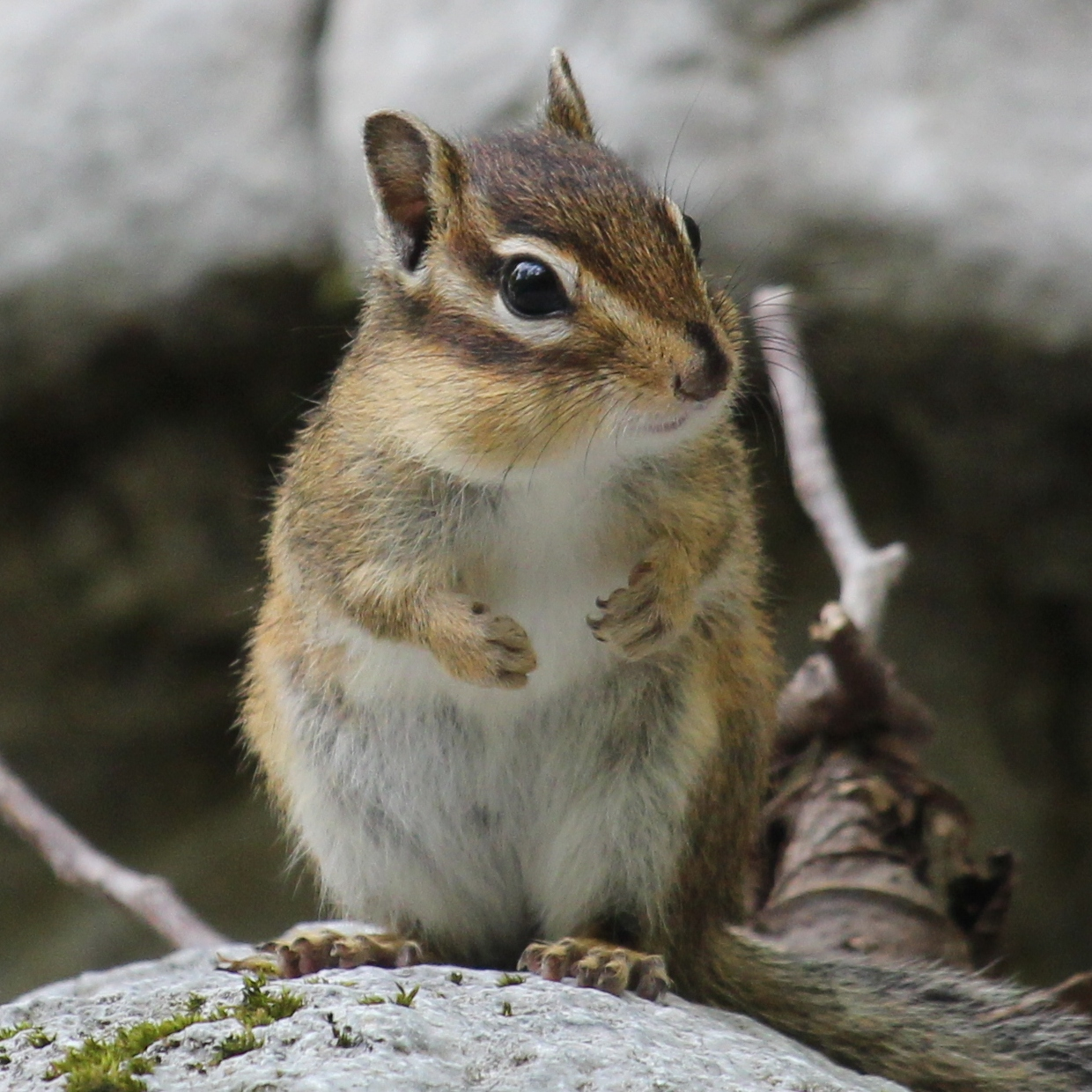
シマリス 滋賀県東近江市の御池岳にて

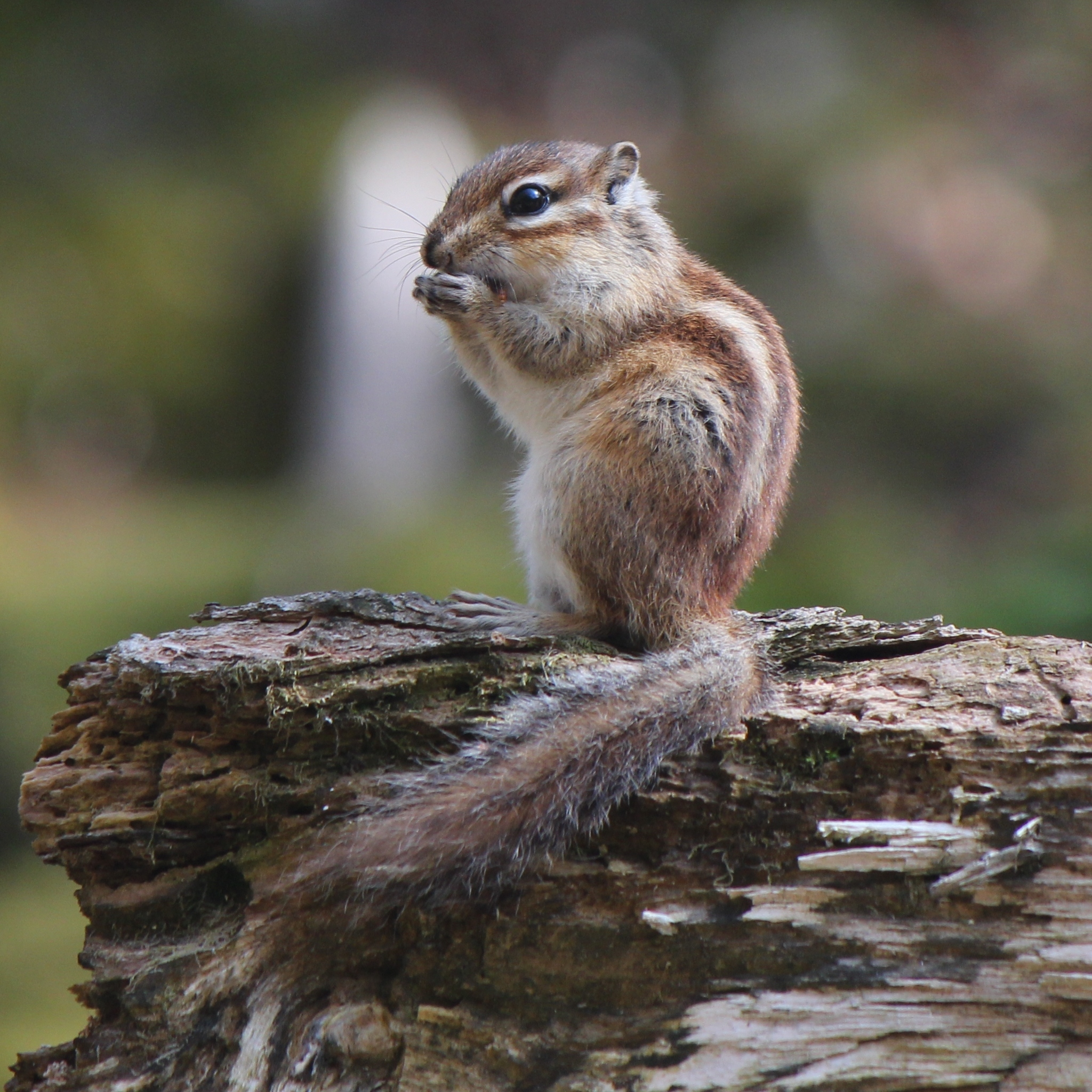
鈴鹿山脈の御池岳に定着したチョウセンシマリス Tamias sibiricus barberi

日本では、シベリアシマリス (Tamias sibiricus) の亜種であるエゾシマリスが北海道に生息している。
また、同じくシベリアシマリスの亜種で大陸から移入したチョウセンシマリス (T. s. barberi) が本州から北海道にかけて定着し、とりわけ北海道においては固有種のエゾシマリスと交雑する恐れが出ており、外来生物法で生態系被害防止外来種に指定されている。

## 飼育
飼育ケージは十分な高さと底面積が必要で、最低でも50センチ四方、海外の文献には高さ1.2メートル以上のケージを推奨するものがある。安心して寝る、危険を察した際に隠れる、餌を隠す、巣作りをするなどの本能的な行動のために巣箱を用意する。後方回転や反復運動など、同じ動きを繰り返し行うのは、ストレスが過度にかかっている際の異常行動のひとつ（常同行動）で、飼育環境を見直し、ストレスの原因を取り除くことが必要である。
生後2か月以上の、離乳を終え十分に成長した子リスを迎える方が望ましい。大人のリスも時間をかけて根気よく接することでそれなりに慣れてくるが、もとは野生動物で、慣れやすさには個体差がある。性格も個体差が大きく、どちらの性別だから飼いやすい、飼いにくいとは一概には言えない。
寿命は、野生下ではおよそ3年ほどであるが、飼育下では9歳まで生きることが観察されている。
秋から冬にかけては、繁殖期や冬眠期の縄張り意識のために気が荒くなり、噛みつくなど攻撃的になるリスが多く、この状態のシマリスはよく「噛みリス」と呼ばれる。それまでとても慣れていたシマリスが、ケージにぶつかるような攻撃をしてきたらそれは噛みリス状態である。噛みリス状態のシマリスがケージ外に出てしまった時は、軍手などではなく、溶接用の耐熱革手袋やスキー用のグローブで対応しないと噛みつかれて怪我をすることがあるので注意がいる。繁殖に関わるホルモンは光の周期に関係があるため、室内飼いでは繁殖期のタイミングが合わないことがある。
日本では、1960年代から広く飼育されるようになった。北海道に生息しているエゾシマリスは、鳥獣保護管理法により、1994年から一切の捕獲および飼育が禁止されており、ペットとして飼育されているのは輸入されたチョウセンシマリスである。
2005年に感染症予防法第56条の2として「動物の輸入届出制度」が規定され、齧歯類の輸入規制が始まった。狂犬病や皮膚糸状菌症などの感染症（人獣共通感染症）を防ぐためにも、節度ある接し方を心がける、手洗いをする、飼育環境を衛生的に保つなどに気をつける。